# القرى الصينية الجديدة
القرى الصينية الجديدة ( (بالصينية: 新村; البينيين: Xīncūn) كانت معسكرات اعتقال أنشئت خلال الأيام الأخيرة من الحكم البريطاني في ماليزيا. تم إنشاؤها في الأصل كجزء من خطة بريجز، التي تم تنفيذها لأول مرة في عام 1950، لعزل العصابات المسلحة عن مؤيديها داخل السكان المدنيين الريفيين أثناء حالة الطوارئ الملايوية وقد أحاطت معظم هذه المنشآت بالأسلاك الشائكة وأبراج المراقبة لمنع الناس من الهروب، مع إصدار الأوامر للحراس بقتل أي شخص يحاول المغادرة خارج ساعات حظر التجوال.

## التاريخ
كان الهدف الأصلي من إنشاء القرى الجديدة في مالايا هو وقف الاتصال بين القرويين الصينيين العرقيين وجيش التحرير الوطني الملايوي، بقيادة الحزب الشيوعي الملايوي، وكان ذلك جزءًا من خطة بريجز، وهي خطة عسكرية وضعها السير هارولد بريجز بعد وقت قصير من تعيينه في عام 1950 مديرًا للعمليات العسكرية البريطانية في مالايا.
هدفت الخطة إلى هزيمة الحركة الوطنية لتحرير أزواد، التي كانت تعمل انطلاقا من المناطق الريفية في مالايا كقوة حرب عصابات، من خلال قطع مصادر دعمها، وخاصة بين السكان الريفيين، ولتحقيق هذه الغاية تم تنفيذ برنامج ضخم لإعادة التوطين القسري للعمال الريفيين، والذي تم بموجبه في نهاية المطاف نقل حوالي 500 ألف شخص (حوالي 10% من سكان الملايو ) من منازلهم وإسكانهم في معسكرات محروسة أطلق عليها القرى الجديدة، وكانت هذه القرى الجديدة محاطة عادة بالأسلاك الشائكة ومراكز الحراسة، وفي بعض الحالات تم فرض حظر تجوال لمدة 22 ساعة على سكان القرى الجديدة، كما كانت الحال في قرية تانجونج ماليم الجديدة، على الرغم من أن معظم ضحايا النقل القسري والقرى الجديدة كانوا من الصينيين من أصل عرقي، إلا أن سكان أورانغ أصلي الأصليين كانوا أيضًا هدفًا نظرًا لوجود أوطانهم في المناطق التي يرتادها مقاتلو الحركة الوطنية لتحرير أزواد، ولاعتقادهم أن شعب أورانغ أصلي يدعم الحركة الوطنية لتحرير أزواد، تم نقل العديد منهم قسراً إلى القرى الجديدة. ومع ذلك توقف مخطط النقل عندما بدأ العديد من شعب أورانغ أصلي يموتون بسبب الأمراض أثناء وجودهم في القرى الجديدة.
ومن خلال عزل هذا السكان في القرى الجديدة، تمكن البريطانيون من وقف التدفق الحاسم للمواد والمعلومات والمجندين من المتعاطفين مع الفلاحين إلى حرب العصابات، وكانت المعسكرات الجديدة تحت حراسة جنود وشرطة، وتم تحصينها جزئيًا لمنع الناس من الهروب، وقد خدم هذا غرضين هما منع أولئك الذين كانوا ميالين إلى ذلك من التسلل إلى الخارج ومساعدة حرب العصابات طواعية، ومنع حرب العصابات من التسلل إلى الداخل وانتزاع المساعدة عن طريق الإقناع أو القوة الغاشمة، وبعد الانتهاء من برنامج إعادة التوطين، بدأ البريطانيون حملة تجويع، وتقنين الإمدادات الغذائية داخل المعسكرات وإحراق الأراضي الزراعية الريفية لتجويع حرب العصابات الشيوعية.

## السكان
خلال حالة الطوارئ الملايوية، تم إنشاء 450 مستوطنة جديدة، ويقدر أن 470,509 شخصًا، 400,000 منهم صينيون شاركوا في برنامج إعادة التوطين. تأسست جمعية الصينيين الماليزيين ثم جمعية الصينيين الملايويين في البداية لمعالجة المشاكل الاجتماعية والرفاهية للسكان في القرى الجديدة. يقدر اليوم أن حوالي 1.2 مليون شخص يعيشون في 450 قرية جديدة في جميع أنحاء شبه جزيرة ماليزيا، وحوالي 85% من سكان القرى الجديدة هم من ذوي الأصول الصينية.

## التقييم التاريخي
وفقًا للمؤرخ البريطاني جون نيوسينجر، فإن الأشخاص الذين تم نقلهم للعيش في القرى الجديدة حُرموا فعليًا من جميع الحقوق المدنيةعلى الرغم من أن غالبية السكان كانوا من الصينيين، فقد تم نقل الآلاف من أورانغ أصلي قسراً إلى القرى الجديدة، وزعم المؤرخ جون د. ليري في دراسته عن شعب أورانغ أصلي أثناء حالة الطوارئ أن إعادة التوطين القسري المستخدمة لإنشاء القرى الجديدة جلبت البؤس والمرض والموت للعديد من الماليزيين.

## قرى جديدة بارزة
- كومبق
- أمفغ جايا
- لوكوت